# Waldemar Berardinelli
Waldemar Berardinelli (Jacareí, 27 de junho de 1903 — Rio de Janeiro, 26 de janeiro de 1956) foi um médico endocrinologista brasileiro. É considerado pioneiro em sua área no Brasil.

## Biografia
Foi catedrático de clínica médica da congregação da Faculdade de Medicina do Rio de Janeiro. Fundador do Instituto de Endocrinologia da Santa Casa de Misericórdia (1950)  e primeiro presidente da Sociedade Brasileira de Reumatologia. Descreveu uma nova síndrome chamada de Síndrome Berardinelli. Foi um dos principais estudiosos da biotipologia no Brasil, fundador dos Arquivos Brasileiros de Endocrinologia e Metobologia e da Sociedade Brasileira de Endocrinologia e Metabologia. Foi diretor do Hospital Escola São Francisco de Assis. Membro titular da Academia Nacional de Medicina (1943).